# Devils Tower National Monument
Devils Tower (Djævelens tårn; lakota: Mato Tipila, som betyder "bjørnehytten") er en monolitisk magmatisk intrusion i Black Hills i nærheden af Hulett og Sundance i Crook County i det nordøstlige Wyoming, over Belle Fourche-floden. Den rejser sig dramatisk 386 meter over det omkringliggende terræn, mens den flade top knejser 1.558 m.o.h. og dækker ca 0,6 ha.
Devils Tower er det første deklarerede United States National Monument, grundlagt den 24. september 1906 af præsident Theodore Roosevelt. Det fredede areal omkring Devils Tower omfatter 545 ha. I de seneste år har omkring 1 procent af monumentets 400.000 besøgende besteget Devils Tower ved at klatre op ad dets stejle sider.
Filminstruktøren Steven Spielberg benyttede lokaliteten i sin film fra 1977: Nærkontakt af tredje grad.